# Elatostema greenwoodii
Elatostema greenwoodii là loài thực vật có hoa trong họ Tầm ma. Loài này được A.C.Sm. mô tả khoa học đầu tiên năm 1946.